# Jeszcze większe dzieci
Jeszcze większe dzieci (ang. Grown Ups 2) – amerykański film komediowy z 2013 roku w reżyserii Dennisa Dugana. Wyprodukowany przez Columbia Pictures. Sequel filmu Duże dzieci z 2010 roku.
Światowa premiera filmu miała miejsce 12 lipca 2013 roku, natomiast w Polsce premiera filmu odbyła się 9 sierpnia 2013 roku.

## Opis fabuły
Lenny Feder (Adam Sandler) nie może zapomnieć superwakacji sprzed trzech lat, które spędził z przyjaciółmi z dzieciństwa. Wiedziony nostalgią i wspomnieniami postanawia przenieść się z żoną i dziećmi z Los Angeles do swego rodzinnego miasta. I rzeczywiście, po przeprowadzce natychmiast nawiązuje kontakt ze swoimi dawnymi kolegami. Panowie przekonują się, że wciąż drzemie w nich młodzieńcza fantazja i nie brakuje im pomysłów na atrakcyjne (i szalone) spędzanie czasu. Bawią się więc w najlepsze do tego stopnia, że do akcji muszą wkroczyć ich zaniepokojone dzieci. Idealnym momentem do poskromienia niesfornych ojców wydaje się im ostatni dzień roku szkolnego.

## Obsada
- Adam Sandler – Lenny Feder
- Kevin James – Eric Lamonsoff
- Chris Rock – Kurt McKenzie
- David Spade – Marcus Higgins
- Nick Swardson – Nick Hilliard
- Stone Cold Steve Austin – Dennis "Tommy" Cavanaugh
- Salma Hayek – Roxanne "Roxie" Chase-Feder
- Steve Buscemi – Wiley
- Jonathan Loughran – Robideaux
- Kevin Grady – Muzby
- Richie Mivervini – Tardio
- Jackie Sandler – Jackie Tardio
- Maria Bello – Sally Lamonsoff
- Maya Rudolph – Deanne McKenzie
- Jake Goldberg – Greg Feder
- Cameron Boyce – Keithie Feder
- Alexys Nycole Sanchez – Becky Feder
- Ada-Nicole Sanger – Donna Lamonsoff
- Frank Gingerich – Bean Lamonsoff
- Georgia Engel – pani Lamonsoff
- Nadji Jeter – Andre McKenzie
- China Anne McClain – Charlotte McKenzie
- Kaleo Elem – Ronnie McKenzie
- Alexander Ludwig – Braden
- Oliver Hudson – Kyle
- Halston Sage – Nancy Arbuckle
- Cheri Oteri – Penny
- Ellen Cleghorne – Mary Fluzoo
- Shaquille O’Neal – oficer Fluzoo
- Peter Dante – oficer Dante
- Colin Quinn – Dickie Bailey
- Tim Meadows – Malcolm
- Alex Poncio – Duffy
- Kris Murrell – Kitty
- Taylor Lautner – Andy z bractwa
- David Henrie – członek bractwa

## Zdjęcia
Zdjęcia do filmu realizowane były na terenie amerykańskiego stanu Massachusetts.